# 乌库早熟禾
乌库早熟禾（学名：Poa ochotensis）为禾本科早熟禾属下的一个种。其种加词“ochotensis”意为“鄂霍次克的”。
现接受名为变色早熟禾（Poa versicolor Besser, 1821）。